# ランボルギーニ・ウルス
ウルス（Urus）は、イタリアの自動車メーカー、ランボルギーニが製造・販売する高級SUV型自動車である。

## 概要

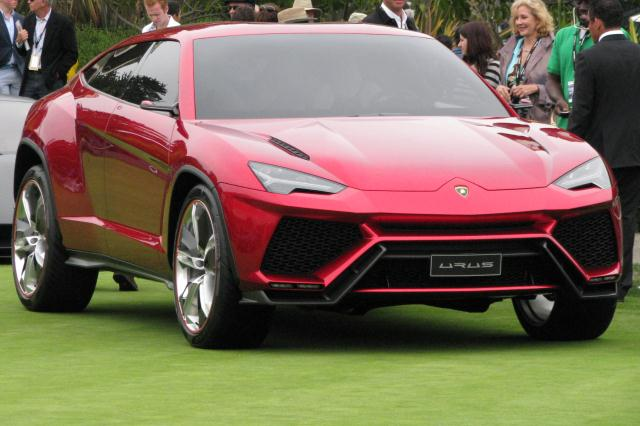
ウルス（2012年）

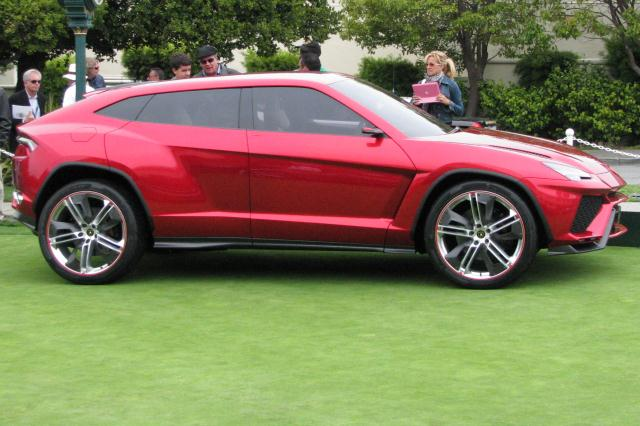
ウルス（2012年）

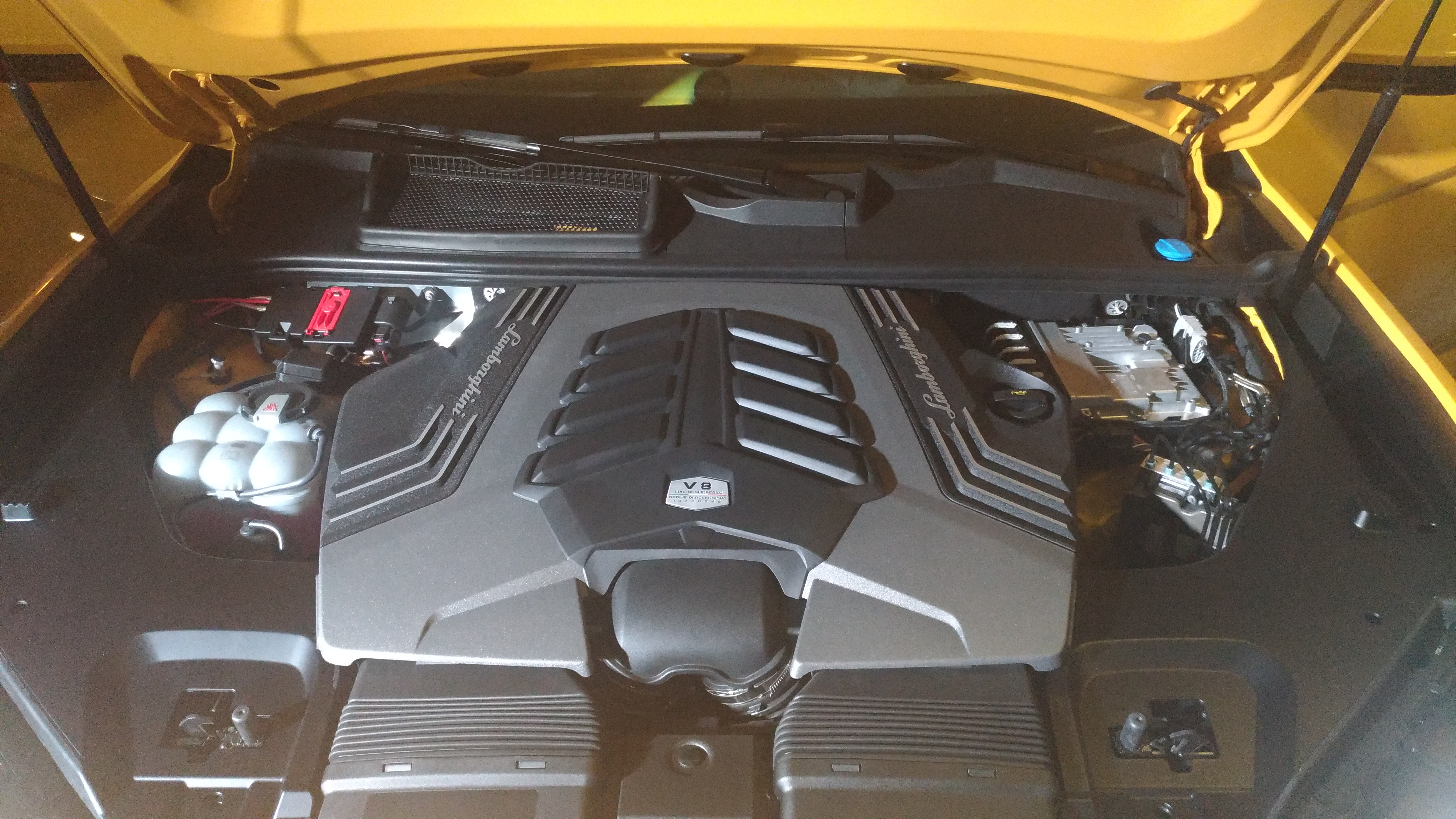
V8ツインターボエンジン

昨今のSUVブームの中、高級ブランドメーカーの多くもSUVを開発・発売していることを背景に、ランボルギーニから発表されたモデルである。ランボルギーニは過去に1980年代後半から1990年代前半にクロスカントリー4WDであるLM002を発売していたが、クロスオーバーSUVの発売は初である。ランボルギーニはスーパースポーツユーティリティビークル（SSUV）と称している。
2012年に開催された北京モーターショーにて、SUVコンセプトカーとして発表。2017年12月4日にイタリアのランボルギーニ本社にて市販型が正式発表され、2018年からデリバリーが開始された。
基本コンポーネントとして、ランボルギーニを傘下に持つフォルクスワーゲングループの共通アーキテクチャー「PL7x系プラットフォーム」を採用している。同プラットフォームは、グループのアウディ・Q7、フォルクスワーゲン・トゥアレグ、ポルシェ・カイエン、ベントレー・ベンテイガで使われているが、ウルス開発にあたりSSUVを標榜するべく大幅な独自の改良が施された。エクステリアでは、2/3はボディ、1/3はウインドウというランボルギーニのスポーツカーの原則を踏襲している。
最高出力650PS・最大トルク850NmのV型8気筒4.0L DOHC 32バルブツインターボエンジンを搭載し、最高速度はSUV史上最速の305km/h。なおターボエンジンを搭載するモデルを発売したのは同社では初である。四輪駆動で走行モードは「STRADA（一般道）」、「SPORT」、「CORSA（サーキット）」。「NEVE（雪上）」モードから選択可能。また「TERRA（オフロード）」と「SABBIA（砂漠）」もオプションで選べる。四輪操舵も採用され、小回り性の向上に寄与している。
ウルスは、ランボルギーニが現在提供しているすべての車種と同様に、さまざまな道路状況で車の性能を向上させるためにサスペンションを適応させるいくつかの走行モードを備えている。ランボルギーニ・ウルスには、ストラーダ（ストリート）、スポルト、コルサ（トラック）、テラ（ダート）、サッビア（サンド）、ネーヴェ（スノー）の走行モードが装備されており、最後の3つはオフロードパッケージでのみ利用できる可能性がある。ウルスは4、5人乗り。
ウルスは、フェイクスエードのヘッドライナーとレザーシートを採用。フロントシートは12ウェイパワー調整、ポジションメモリー、シートヒーター、123インチデジタルメータークラスターを装備。リアシートは3人掛けまたは2人掛けのスポーツシートに設定可能で、4ゾーンオートマチックエアコンが標準装備されている。

### ウルス ペルフォルマンテ（2022年〜）

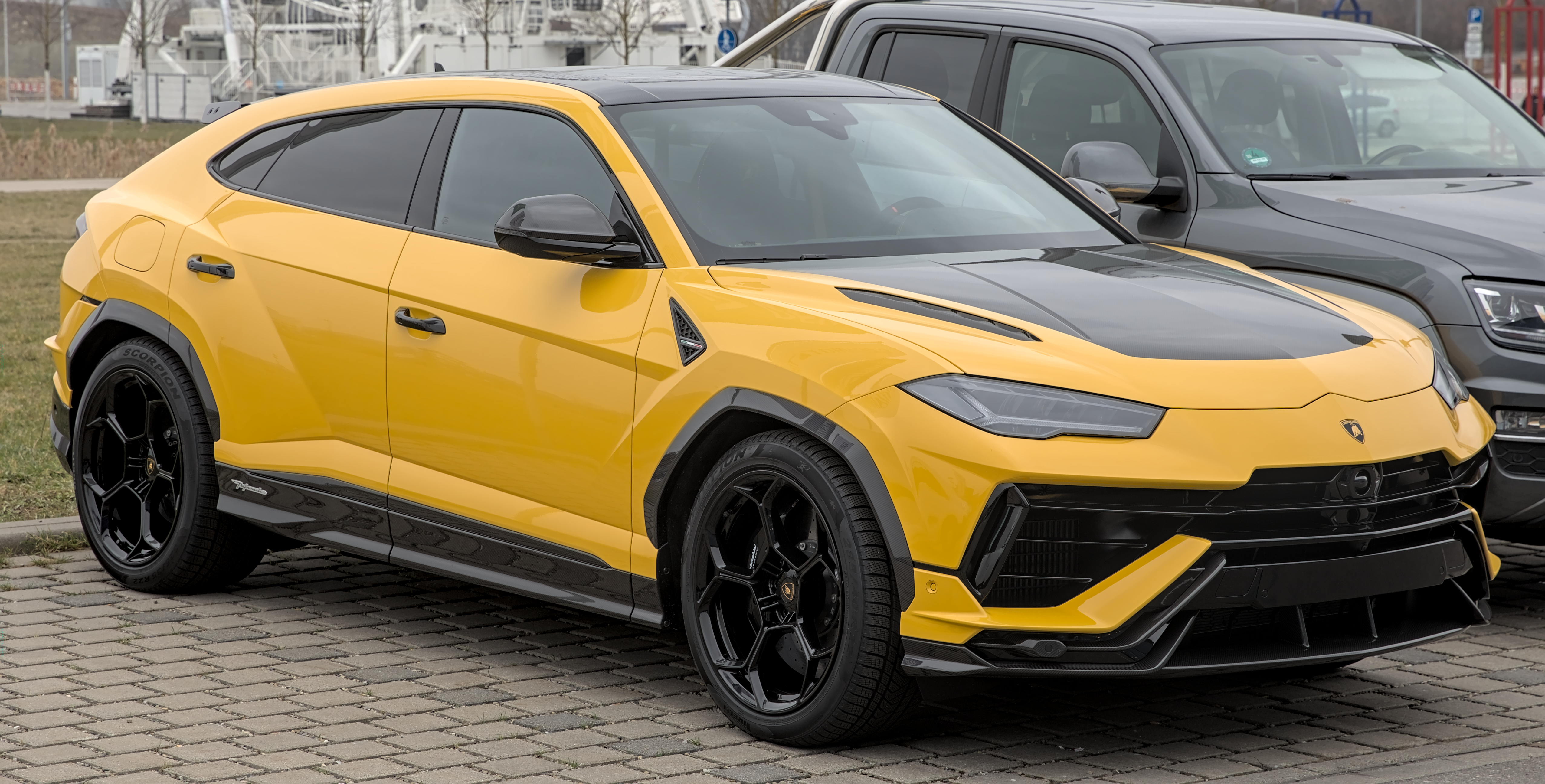
ウルス ペルフォルマンテ

ウルスの改良型として2022年9月に発表された。ウルスに搭載されていた4.0L V8ツインターボを改良し、最高出力を16PS引き上げた666PS/6,000rpmを発揮する。最大トルクは変わらず850Nmのままである。オリジナルのウルスから50kg近い軽量化が行われ、車両重量は2,150kgとなっている。フロント・リアバンパーの一部エアロ形状が異なり、ボンネットが一部黒色になっているのが特徴。

### ウルス S（2022年〜）

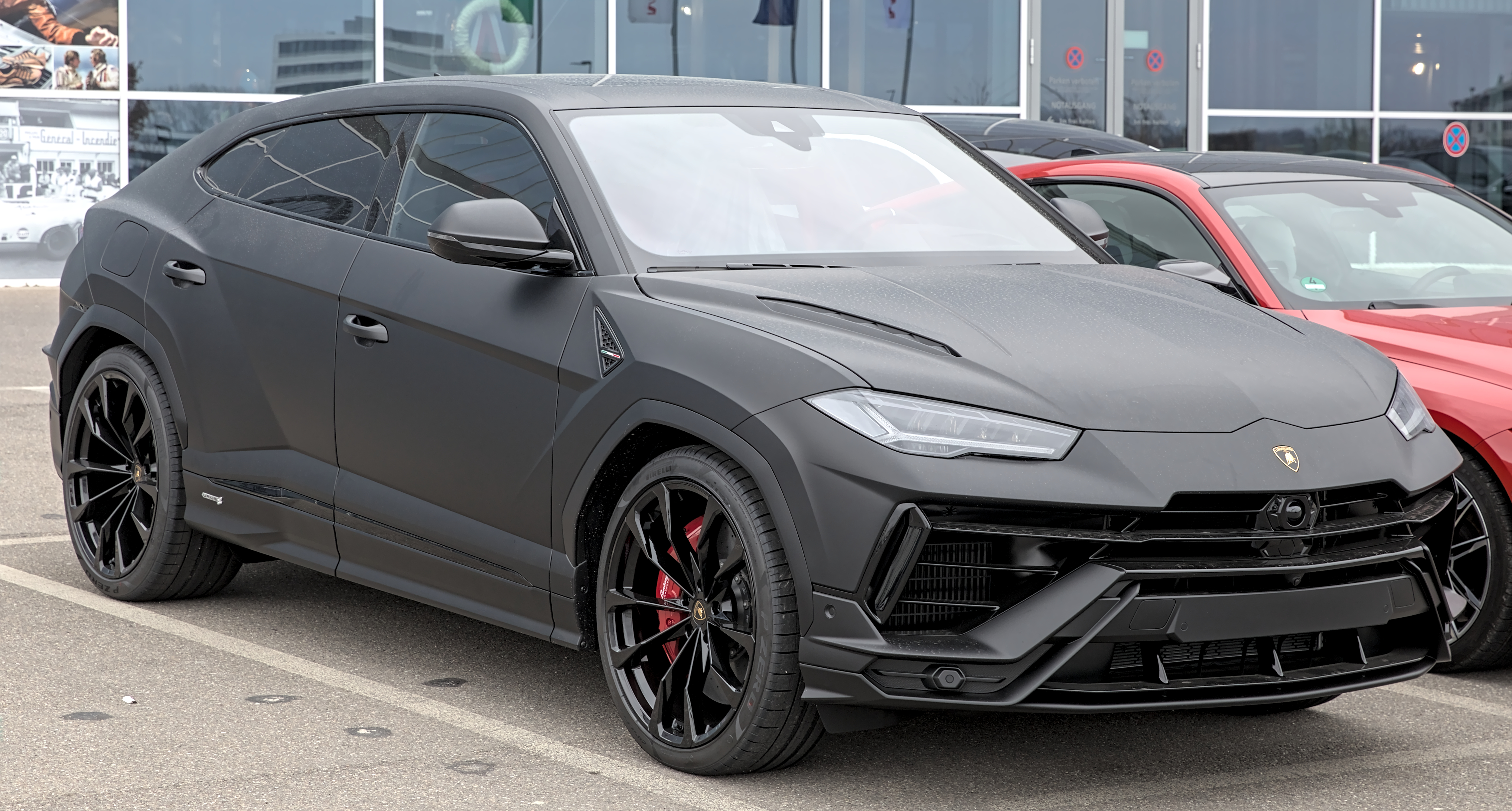
ウルス S

ウルスの改良型として、『ウルス ペルフォルマンテ』とほぼ同時に2022年9月に発表された。フロントに積まれる4.0L V8ツインターボエンジンは「ウルス ペルフォルマンテ」と同じ最高出力666PS/6,000rpm、最大トルク850N・m/2,300-6,000rpmを発生。0-100km/hが3.5秒のダッシュ力に加えて、最高速は305km/hに到達する。100km/hから停止までの距離が33.7mと、制動力も強化されている。

### ウルス SE (2024年〜)

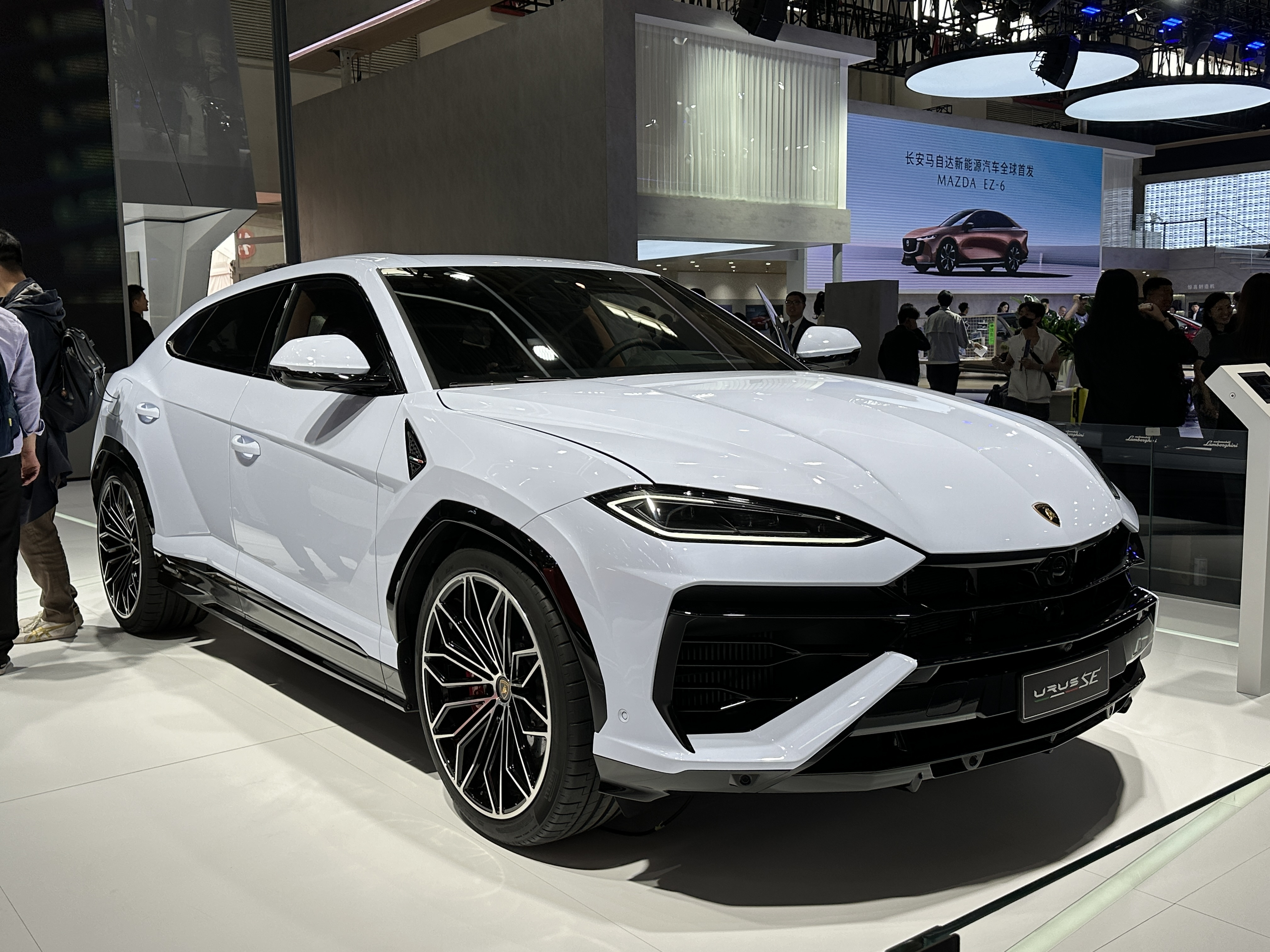

ウルス・ペルフォルマンテやSの後継モデルとして、2024年5月にPHEV車として発表された。性能や快適性、CO2排出量において既存のガソリンエンジンモデル「ウルスS」を凌ぐとされている。最高出力は134PSアップの800PS、最後速度はSから大幅に向上し312km/h、0-100km/h加速はわずか3.4秒と公表されている。